# 소신여객
소신여객자동차 주식회사(素新旅客自動車株式會社)는 경기도 부천시 부일로 490 (심곡동)에 있는 부천시의 시내버스 업체이다. 소신여객의 소신은 설립 초기 운행 구간이었던 소사리(素砂里, 현 부천시 소사동 및 소사본동)와 신천리(新川里, 현 시흥시 신천동)의 앞글자를 딴 것이다.

## 연혁
- 1930년 9월 15일[1] : 회사 설립. 합자회사 소신자동차부로 시작하여 10인승 2대의 차량으로 소사역전(현 부천역)에서 소래면 신천리까지 노선 신설.
- 1931년 5월 1일 : 군포역 ↔ 반월장간 노선 신설[2]
- 1933년 12월 20일 : 안양 ↔ 군자간 노선 개통[3]
- 1938년 2월 25일 : 소사 ↔ 오정간 노선 개통[4]
- 1950년 5월 1일: 사업면허를 발급 받았다.
- 1958년 9월 15일: 당시 버스 30대로 소신여객자동차주식회사로 법인 설립/사명 변경. 이 때 부천남부역 기점으로 소래면, 오정면, 김포공항 등지 비포장 도로 운행.
- 1979년 7월 1일: 부천남부역에 있던 본사를 부천시청이 원미동으로 이전할 때 현 위치인 부천북부역 근처로 이전.
- 1979년 9월 2일: 반월영업소(현 안산시) 및 안양영업소를 경원여객으로, 인천시 송도지역(현 인천광역시 연수구 송도동) 영업소를 송도버스로 각각 분리 독립.
- 1990년 6월 4일 : 부천역 ~ 춘의사거리 ~ 고강동 ~ 양평동 ~ 영등포역 ~ 문래동 구간을 운행하는 770번 노선 신설.[5]
- 1990년대 초반: 중동신도시 건설 이후 19개 노선, 133대 추가운행.
- 2002년: 문병권 대표이사 취임
- 2009년 4월 13일: 5-6번 노선 신설(부천역 ~ 라일락마을)
- 2011년 11월 26일: 경기도 시내버스 요금 인상으로 인해 직행좌석버스 700번의 부천시 심야좌석버스 요금 체계가 일반좌석버스와 동일하게 인하.
- 2011년 11월: 소신여객에서 운영하던 작동영업소를 매각하고 고강동 부천고강공영차고지로 이전.
- 2012년 7월 1일: 700번 직행좌석버스가 일반좌석버스로 형간전환.
- 2012년 7월 11일: 96번 삼산체육관~삼산서해그랑블~영상단지로 연장.
- 2012년 8월 31일: 9번 노선(소사동-오정구청) 승객감소로 폐선.
- 2012년 10월 25일: 7-3번 루트 조정(중앙공원~롯데백화점에서 그린타운,미리내마을~신중동역으로 변경) 및 오정구청에서 고강동으로 연장 운행, 5-2번 노선(부천역-삼산동 지구) 폐선.
- 2012년 10월 27일: 22번 신중동역으로 변경
- 2012년 11월 4일: 7-2번 삼산동 구간 루트 조정 및 테크노파크 임시 연장(송내역~테크노파크 구간 운행/작전동~송내역구간에는 테크노파크 운행 안 함) 이마트 계양점까지 연장 운행 및 상동역~라일락 굴곡 구간 단축 및 상동역~다정한마을 직선화
- 2013년 1월: 양인권 대표이사 취임
- 2013년 3월 3일: 70-1번 노선(춘의동차고지 - 증미역) 폐선, 7-3번, 23번은 화곡역으로 연장운행, 7-4번, 22번은 김포공항으로 연장 운행. (당시 22번 노선은 지금의 220번 노선)
- 2013년 5월 10일: 7-2번 노선(송내역 - 작전동 한림병원) 폐선, 96번 노선(범박단지 - 삼산동)을 96번(범박단지 - 송내역)과 96-1번(송내역 - 삼산동)으로 분리 운행
- 2013년 6월 27일: 33번 노선 신설 (현재 23번 노선에서 작동 구간을 지나도록 변경)
- 2013년 8월 5일: 3-1번이 3번에 통합
- 2013년 9월 17일: 23-1번 노선(오정동 몰드벨리 - 범박휴먼시아)을 현재 25번(범박 휴먼시아 - 반달마을)과 23-1번(상동차고지 - 오정동 몰드벨리)으로 분리 운행
- 2015년 10월 13일: 5-6번이 5-4번에 통합, 23-1번 노선 경로 변경
- 2015년 12월 22일: 여객운송 사업부문을 신설법인 소신여객자동차주식회사로 분할하고 잔존법인은 주식회사 소신홀딩스로 사명 변경, 민충기, 여광혁 대표이사 취임[6][7]
- 2016년 3월 23일: 220번, 7-4번 노선을 경원여객으로 이관.[8]
- 2016년 3월 28일: 여광혁 대표이사 퇴임. (민충기 대표이사 단독체제)
- 2016년 4월 6일: 12번 노선을 시흥교통으로 이관.[9]
- 2016년 7월 1일: 96-1번 부일교통으로 이관 및 6-1번 수요부족으로 폐선[10]
- 2016년 7월 16일: 7-3번 수요부족으로 폐선
- 2016년 12월 28일: 33번 수요부족으로 청우운수로 이관 후 77번 번호 변경
- 2017년 12월 25일: 5-4번 대장동~테크노파크 단축
- 2018년 1월 20일: 23-5번 까치울역~송내역단축및 고강동공영차고지로 변경
- 2018년 5월 11일: 23-5번 수요부족으로 폐선
- 2018년 10월 15일: 70-2번 부천북부역~춘의동차고지로 연장
- 2019년 4월 경원여객에서 계열 분리 및 민충기 대표이사 퇴임. 권성욱 대표이사 취임
- 2019년 5월 13일: 5-5번이 5-3번과 통폐합
- 2019년 8월 12일 7-1번이 8번과 통폐합
- 2020년 4월 13일: G8808번 운행
- 2022년 4월 30일: 70-3번 기점 대장공영차고지로 연장
- 2023년 6월 1일: 70번 화곡역 단축 및 까치산역, 고강공영차고지 경유

## 현황
2022년 1월 기준이다.
| 운행업체 | 보유 노선수 | 보유 노선수 | 보유 노선수 | 보유 노선수 | 보유 노선수 | 등록 대수 | 등록 대수 | 등록 대수 | 등록 대수 | 등록 대수 |
| -------- | ----------- | ----------- | ----------- | ----------- | ----------- | --------- | --------- | --------- | --------- | --------- |
| 운행업체 | 노선 합계   | 광역급행    | 직행좌석    | 일반좌석    | 시내일반    | 대수 합계 | 광역급행  | 직행좌석  | 일반좌석  | 시내일반  |
| 소신여객 | 20          | -           | 1           | 1           | 18          | 319       | -         | 4         | 16        | 299       |

## 영업소
- 부천북부역 본사: 경기도 부천시 심곡동에 있는 본사이자 환승 정류장이다.
- 춘의동차고지: 경기도 부천시 춘의동에 있는 영업소다.
- 대장동공영차고지: 경기도 부천시 대장동에 있으며, 부일교통, 성광운수, 부천버스 등과 공동으로 사용중이다.
- 상동영업소: 경기도 부천시 상동에 있으며, 인천 부개역, 부천 상동시계 부근에 있는 영업소다.
- 소사동영업소: 경기도 부천시 소사본동에 있는 영업소다.
- 고강동영업소(부천공영차고지): 경기도 부천시 고강동에 있으며, 도원교통, 청우운수, 부일교통 등과 공동으로 사용중이다.
- 송내동 전진아파트영업소: 경기도 부천시 송내동에 있으며, 6번, 6-2번의 차고지로 두대 가량만 주차가 가능한 소규모 형태의 영업소로 6번, 6-2번의 요금 정산 등은 이쪽에서 이루어지고 있는 영업소다. 운행이 끝나면 첫차로 운행할 두대를 제외하고 모두 춘의동차고지로 공차회송한다.

## 운행 노선
| 노선 번호      | 영업소 (차고지) | 운행구간             | 운행구간 | 운행구간          | 경유지 | 배차 간격 (분) | 인가 대수 (대) | 비고                                                    |
| -------------- | --------------- | -------------------- | -------- | ----------------- | --- | -------------- | -------------- | ------------------------------------------------------- |
| 3              | 소사동          | 소사동               | ↔        | 김포국제공항      | 소사초교, 대보시장, 부천역, 중동역, 팰리스카운티, 부천시민회관, 전화국4, 부천역, 소명여고, 원미동, 부천종합운동장역, 여월동, 성곡동행정복지센터, 미성주유소, 원종4, 오정초교, 원종 나들목, 오쇠동, 대한항공, 방화중교 | 13~15          | 15             | 3-1번 버스로 분리되었다가 다시 통합                     |
| 5              | 고강동          | 고강동               | ↔        | 테크노파크        | 수주초교, 고강본동, 고강우체국, 작동, 까치울역, 역곡역, 가톨릭대학교, 소명4, 부천역, 부천대학교, 부천상공회의소, 부천중교, 넘말, 순천향대학교 부천병원, 경기국제통상고교, 중앙공원, 부천시청역, 현대백화점 중동점, 경인지방노동청, 은하마을, 한라마을, 덕유마을, 다니엘병원, 신흥시장, 부천삼정초교 | 5~8            | 25             | 저상버스 운행                                           |
| 5-3            | 부천북부역      | 부천역               | ↔        | 부천북부역        | 대성병원, 부천보건소, 원미고교, 신중동역 → 중흥중교 → 부천교육지원청, 부천세무서 → 중흥고교 → 금강마을 → 진달래마을 → 라일락마을 → 상동역,→ 현대백화점 중동점 → 부천시청, 부천시청역 → 롯데백화점 중동점 → 부천소방서 → 부천대학교 → 부천역 | 6~7            | 9              |                                                         |
| 5-4            | 대장동          | 부천역               | ↔        | 부천체육관북문    | 대성병원, 부천보건소, 부천소방서, 계남고교, 그린타운, 계남중교, 미리내마을, 부천시청, 중앙공원, 상2동주민센터, 상동역, 라일락마을, 다정한마을, 부천테크노파크 | 13~20          | 6              |                                                         |
| 5-5            | 춘의동          | 춘의차고지           | ↔        | 아인스월드        | 소명여고, 부천역, 원미1동행정복지센터.원미어울마당, 원미고교, 신영증권, 신중동역, 롯데백화점, 부천교육청, 부천세무서, 설악,중흥마을, 중원고교 → 다정한마을 → 라일락마을 → 아인스월드 → 진달래마을 → 한라,금강마을 → 중흥고교 → 설악,중흥마을 (이하 역순) | 13~20          | 10             |                                                         |
| 6              | 춘의동          | 전진아파트           | ↔        | 부천시청          | 정명고교, 깊은구지4, 극동아파트, 부천역, 전화국4, 부천대학교, 부천소방서 → 계남고교 → 영안아파트 → 순천향대학교 부천병원 → 부천시청역, 현대백화점 중동점 → 신중동역 → 신영증권 → 부천소방서 (이하 역순) | 9~10           | 6              |                                                         |
| 6-2            | 춘의동          | 전진아파트           | ↔        | 부천터미널        | 정명고교, 깊은구지4, 자유시장, 부천역, 극동아파트, 부천남중교, 부천고교, 중동역, 펠리스카운티, 중앙공원, 미리내마을, 부천시청역, 현대백화점 중동점 → 부천터미널 소풍 → 상동역 → 현대백화점 중동점 (이하 역순) | 11~13          | 9              |                                                         |
| 8              | 고강동          | 고강동               | ↔        | 대장공영차고지    | 고강우체국, 원종4, 미성주유소, 성곡동행정복지센터, 여월휴먼시아4,5단지, 부천종합운동장역, 춘의역, 원미1동행정복지센터.원미어울마당, 대성병원, 부천역, 전화국4, 부천시민회관, 팰리스카운티, 부천여고, 송내역, 부인중학교, 반달마을, 복사골문화센터, 상도중교, 영안아파트, 순천향대학교 부천병원, 경기국제통상고교, 중앙공원, 부천시청역, 현대백화점 중동점, 경인지방노동청, 한라마을, 덕유마을, 부천체육관, 부천테크노파크, 부천자동차검사소 | 10~15          | 17             | 저상버스 운행                                           |
| 16             | 대장동          | 송내역               | ↔        | 삼산농산물시장    | 복사골문화센터, 부천정보산업고, 하얀마을, 상동역, 진달래마을, 다정한마을, 미래타운 | 5~8            | 9              | 부천버스에서 이관받은 노선 전 차량 저상버스 운행        |
| 23             | 고강동          | 고강공영차고지       | ↔        | 송내역            | 신월청소년센터, 화곡역, 신월동, 고강동, 원종동, 여월휴먼시아1단지, 부천종합운동장역, 춘의역, 신중동역, 부천시청역, 현대백화점 중동점, 순천향대학교 부천병원, 복사골문화센터 | 6              | 25             | 저상버스 운행                                           |
| 23-2           | 계수동          | 소사공영차고지       | ↔        | 라일락마을        | 시흥대야역, 부천일루미스테이트, 범박동행정복지센터, 범박힐스테이트, 진영정보공업고, 소사본동주민센터, 소사3, 부천역, 부천대학교, 부천소방서, 신중동역, 부천시청역, 현대백화점 중동점, 부천터미널 소풍, 상동역 → 부천영상문화단지 → 라일락마을 → 상동역 (이하 역순) | 4~7            | 23             | 저상버스 운행                                           |
| 25             | 계수동          | 소사공영차고지       | ↔        | 자유시장          | 부안초교, 역곡역, 괴안3, 삼익아파트, 소사초교, 소사3, 부천역, 극동아파트, 깊은구지4, 자유시장 (이하 역순) | 10~15          | 8              | 2013년 9월 17일에 기존 23-1번 노선에서 범박동 구간 분리 |
| 70             | 고강동          | 고강공영차고지       | ↔        | 송내역            | 송내역, 복사골문화센터, 부천정보산업고, 상원고교, 상동역, 부천터미널 소풍, 현대백화점 중동점, 부천시청역, 은하마을, 덕유마을, 다니엘병원, 신흥시장, 삼정4, 도당4, 부천북부도서관, 성곡동주민센터, 원종4, 오정농협, 신월5동주민센터, 화곡역, 화곡터널, 까치산역, 신월1동주민센터, 고강공영차고지 | 8~10           | 19             |                                                         |
| 70-2           | 춘의동          | 춘의동(부천장례식장) | ↔        | 국회의사당역      | 부천역, 대성병원, 춘의역, 도당4거리, 여월동, 원종동, 고강동, 화곡역, 등촌역, 염창역, 당산역 | 5~6            | 40             | 저상버스 운행                                           |
| 70-3           | 대장동          | 대장공영차고지       | ↔        | 영등포역          | 송내역, 송내초교, 상동주민센터, 영안아파트, 넘말, 중앙공원, 미리내마을, 신중동역, 부천세무서, 부천교육지원청, 약대5, 도당4, OBS, 신월5동주민센터, 화곡역, 강서구청, 등촌역, 염창역, 당산역, 영등포구청역, 당산동진로아파트, 타임스퀘어(영등포역) | 7~9            | 24             | 저상버스 운행                                           |
| 71             | 소사동          | 소사동               | ↔        | 방화동            | 소사초교, 대보시장, 소사역, 부천역, 대성병원, 원미1동행정복지센터.원미어울마당, 춘의역, 심원고교, 부천세무서, 부천교육지원청, 약대5, 삼정4, 부천 나들목, OBS경인TV, 대장동입구, 오쇠동, 서울송정중교 → 김포국제공항 → 방화중교 → 개화산역, 방화1동주민센터 → 공항시장역 → 공항동주민센터 | 8~11           | 18             | 전 차량 저상버스 운행                                   |
| 75             | 고강동          | 고강동               | ↔        | 광명역            | 수주초교, 고강4, 원종4, 미성주유소, 성곡동주민센터, 여월휴먼시아4,5단지, 부천종합운동장역, 춘의역, 원미1동행정복지센터.원미어울마당, 대성병원, 부천역, 전화국4, 부천시민회관, 중동역, 송내4, 부천고교, 깊은구지4, 극동아파트, 부천역, 대보시장, 소사초교, 괴안동4, 부안초교, 역곡역, 유한대학교, 오류동역, 오류 나들목, 개봉역, 가산디지털단지역, 독산역, 하안동, 광명시보건소, 소하동                                                      | 8~11           | 27             | 저상버스 운행                                           |
| 700 좌석버스   | 상동            | 부천상동             | ↔        | 여의도            | 송내역, 복사골문화센터, 부천터미널 소풍, 현대백화점 중동점, 부천시청역, 신중동역, 춘의역, 부천종합운동장역, 까치울역, 서부트럭터미널 - 목동동로(상행) / 목동서로 (하행) - 선유도역, 당산역, 영등포전화국, 영등포시장역, 영등포역, 여의도공원 → MBC → 여의나루역 → 63빌딩 → 샛강역, KBS별관 | 12~16          | 17             | 심야버스 운행                                           |
| G8808 직행좌석 |                 | 소풍터미널           | ↔        | 동안경찰서.범계역 | →송내역→시흥요금소→광명역→안양1번가→비산사거리 | 30~40          |                | [ 14 ]                                                  |

## 미운행 노선 (폐선노선 포함)
도시형버스
- ● 1번: 약대동 - 부천시청 - 송내역 - 시민회관 - 부천역 - 원미구청 - 오정동 - 방화동
- ● 1-1번: 중동신도시 - 원미경찰서 - 약대사거리 - 오정동 - 김포공항
- ● 2번: 오쇠동 - 오정동 - 도당동 - 원미구청 - 부천역 - 부천전화국 - 넘말
- ● 2-1번: 오쇠동 - 고강동 - 작동 - 까치울역 - 부천종합운동장역 - 석왕사 - 부천역 - 원미구청 - 도당동 - 한다리
- ● 2-2번: 작동 - 까치울역 - 부천종합운동장역 - 석왕사 - 부천역 - 넘말 - 부천시청 - 부천교육청 - 원미구청 - 춘의차고지
- ● 3-1번: 부천공영차고지 - 고강동 - 원종동 - 부천종합운동장역 - 원미로 - 부천역 - 중동역 - 부천고등학교 - 부천역 - 대보시장 - 소사동 (2013년 8월 5일 3번 도시형버스에 통폐합)
- ● 5-1번: 부천역 - 상공회의소 - 중앙공원 - 부천시청 - 삼정동 (도시형버스 5번에 통폐합)
- ● 5-2번: 춘의동차고지 - 부천역 - 원미구청 - 상동시장 - 송내역 - 부천정보산업고등학교 - 무지개고가차도 - 부천영상문화단지 - 진산고등학교 (2012년 10월 27일 폐선)
- ● 5-5번: 춘의동차고지 - 부천역 - 원미구청 - 신중동역 - 라일락마을 (2019년 5월 13일 5-3번 도시형버스에 통폐합)
- ● 5-6번: 부천역 - 부천소방서 - 미리내마을 - 부천시청 - 상동역 - 부천터미널 소풍 (2015년 10월 13일 5-4번에 통폐합)
- ● 6-1번: 송내역 - 중동역 - 부천고등학교 - 부천남중학교 - 부천역 - 부천남초등학교 - 소사삼거리 - 소사구청(2016년 7월 1일 폐선)
- ● 7번: 송내역 - 상동시장 - 부곡초등학교 - 연화마을 - 조마루 - 춘의차고지
- ● 7-1번: 춘의동 - 상도중교 - 순천향대병원 - 경기국제통상고등학교 - 부천시청역 - 한라마을 - 부천체육관 - 부천테크노파크 - 송내역(2019년 8월 12일 8번 도시형버스에 통폐합)
- ● 7-2번: 송내역 - 목련마을 - 부천정보산업고등학교 - 상동역 - 라일락마을 - 서해그랑블 - 삼산농산물시장 - 한림병원 (2013년 5월 10일 폐선)
- ● 7-3번: 송내역 - 복사골문화센터 - 넘말 - 무지개마을 - 미리내마을 - 신중동역 - 중흥고교 - 부천테크노파크 - 내동4 - 북부도서관 - 영화아파트 - 원종사회복지회관 - 오정구청 - 고강1동주민센터 - 신월동 - 화곡역 (2016년 7월 16일 폐선)
- ● 7-4번: 상동 - 송내역 - 복사골문화센터 - 경기국제통상고등학교 - 중앙공원 - 부천시청역 - 은하마을 - 덕유마을 - 삼정초등학교 - 부천테크노쌍용3차 - 오정동 - OBS경인TV - 오쇠동 - 김포국제공항 (2016년 3월 23일부터 경원여객으로 이관)
- ● 8-1번: 대장동공영차고지 - 부천 폐기물 처리장
- ● 9번: 소사차고지 - 소사역 - 석왕사 - 부천종합운동장 - 작동 - 새보미아파트 - 욱일아파트 - 원종고등학교 - 오정구청 - 덕산 초,중,고등학교 (2012년 8월 31일 폐선)
- ● 10번: 부천역 - 원미구청 - 춘의사거리 - 원미경찰서 - 중동신도시 - 송내역 - 부천역
- ● 11번: 대장공영차고지 - 부천자동차검사소 - 부천테크노 쌍용3차 - 부천테크노파크 - 약대주공아파트 - 신흥시장 - 도당동 - 부천대우테크노파크 - 춘의역 - 원미1동행정복지센터 - 부천역[15]
- ● 11-1번: 약대동 - 중동신도시 - 부천역
- ● 12번: 계수동 - 범박힐스테이트 - 괴안동 - 역곡역 - 소사역 - 부천역 - 춘의역 - 도당동 - 오정동 - OBS경인TV - 오쇠동 - 김포국제공항 (2016년 4월 6일부터 시흥교통으로 이관)
- ● 12-1번: 계수동 - 부천역 - 중동역 - 법원검찰청 - 부천시청 - 부천교육청 - 오정동 - 대장동 (도원교통으로 이관 직전 노선)
- ● 12-2번: 계수동 - 역곡역 - 부천역 - 춘의사거리 - 페어차일드반도체 - 도당동 - 오정동 - 대장동 (12번 도시형버스에 통합)
- ● 15번: 역곡역 - 가톨릭대학교 (현 부일교통 15번과 무관)
- ● 22-1번: 소사동 - 대보시장 - 부천역 - 시민회관 - 부천여자고등학교 - 상동시장 - 복사골마을 - 중앙공원 - 중흥마을
- ● 23-3번: 작동 - 원종동 - 성곡동 - 원미동 - 부천역 - 중동역 - 부천역 - 소사삼거리 - 대보시장 - 괴안동사거리 - 역곡역 (도시형버스 75번에 통폐합)
- ● 23-1번: 송내역 - 대장공영차고지
- ● 23-5번: 소사공영차고지 - 소사국민체육센터 - 부천범박힐스테이트입구.동남사거리 - 역곡역 - 역곡초.중.고등학교 - 까치울역 - 까치울초등학교 - 수주초등학교 - 고강본동 (2018년 5월 11일 폐선)
- ● 33번: 화곡역 - 신월5동주민센터 - 수주초교 - 고강본동 - 고강우체국 - 작동 - 까치울역 - 여월휴먼시아2,3,4,5단지 - 부천종합운동장역 - 춘의역 - 신중동역 - 부천시청역 - 현대백화점 중동점 - 중앙공원 - 경기국제통상고교 - 순천향대학교 부천병원 - 복사골문화센터 - 송내역 (2013년 6월 27일 ~ 2016년 12월 28일. 청우운수로 이관 후 77번 번호 변경)
- ● 51번: 월미도 - 인천역 - 동인천역 - 제물포역 - 석바위 - 백운역 - 부평역 - 부천역 - 춘의역 - 강남시장 - 약대오거리 - 오정동 - 방화동 (현 정원운수 51번과 무관)
- ● 53번: 월미도 - 인천역 - 동인천역 - 제물포역 - 석바위 - 백운역 - 부평역 - 부천역 - 원미동 - 여월동 - 성곡동 - 원종동 - 오쇠동 - 방화동 (현 부일교통 53번과 무관)
- ● 55번: 구미마을 - 계수동 - 범박동 현대홈타운 - 괴안동사거리 - 대보시장 - 소사삼거리 - 부천역 - 한전 앞 - 인천중앙병원 (현 부일교통 55번과 무관)
- ● 70-1번: 춘의동차고지 - 여월지구 - 새보미아파트 - 화곡역 - 강서구청 - 가양역 - 가양7단지상가 - 증미역 (2013년 3월 3일 23번 도시형버스에 통합)
- ● 70-4번: 약대동 - 송내역 - 도당동 - 원종동 - 고강동 - 화곡역 - 강서구청 - 당산역 - 영등포역
- ● 72번: 오쇠동 - 발산역 - 등촌역 - 염창역 - 당산역 - 영등포역 - 신도림역 - 오류동역 - 부천역 - 오쇠동
- ● 72-1번: 계수동 - 역곡역 - 오류동역 - 신도림역 - 영등포역 - 당산역 (1997년 당산철교 보수공사로 인해 폐선)
- ● 73번: 부천역 - 원미동 - 원종동 - 오쇠동 - 발산역 - 등촌역 - 염창역 - 당산역 - 영등포역 - 신도림역 - 오류동역 - 역곡역 - 부천역 - 오쇠동 (순환 노선으로 역방향 노선도 있었음. 2000년 때 폐선)
- ● 96번: 범박휴먼시아2단지 - 범박고등학교 - 범박휴먼시아1단지 - 괴안동사거리 - 소사구청 - 소사역 - 부천역 - 전화국사거리 - 부천시민회관 - 펠리스카운티 - 부천여자고등학교 - 송내역 (부천버스에서 받은 노선. 2015년 10월 부일교통으로 이관)
- ● 96-1번: 송내역 - 부인초등학교 - 부천정보산업고등학교 - 상일고등학교 - 부개여자고등학교 - 부개주공2단지 - 삼산동(구 96번 노선 계통분리. 2016년 7월 1일 부일교통으로 이관)
- ● 220번: 소사동 - 부천역 - 부천대학교 - 부천소방서 - 신중동역 - 춘의역 - 도당사거리 - 부천 나들목 - OBS경인TV - 대장동입구 - 오쇠동 - 김포국제공항 (구 22번. 2016년 3월 23일부터 경원여객으로 이관)

일반좌석버스
- ● 300번: 소사동 - 부천역 - 원미동 - 원종동 - 김포국제공항 (3번 도시형버스에 통폐합)
- ● 550번: 월미도 - 인천역 - 동인천역 - 제물포역 - 석바위 - 백운역 - 부평역 - 중동역 - 부천역 - 원미구청 - 페어차일드반도체 - 도당사거리 - 성곡동 - 원종동 - 김포국제공항 (이후 백운역으로 단축되고, 2002년 3월 때 도원교통으로 이관 후 50번 도시형버스로 형간 전환, 송내역으로 단축)
- ● 550-1번: 소사차고지 - 부천역 - 중동역 - 송내역 - 넘말 - 부천시청 - 설악마을 - 오정동 - 김포국제공항
- ● 770번: 부천역 - 원미구청 - 페어차일드반도체 - 도당사거리 - 성곡동 - 원종동 - 고강동 - 화곡역 - 강서구청 - 등촌역 - 염창역 - 당산역 - 영등포역 (1990년 6월 4일 신설. 기존 70-2번 급행격 노선. 2000년 12월 때 70-2번 도시형버스에 통폐합)
- ● 770-1번: 삼정동 - 부천시청 - 약대동 - 원종동 - 화곡역 - 강서구청 - 등촌역 - 염창역 - 당산역 - 영등포역 (현재 70번 도시형버스가 운행방향이 비슷하다.)

## 보유 차종

#### KGM커머셜
- KGM 스마트 110E

#### 우진산전
- 우진산전 아폴로 1100

#### 현대자동차
- 현대 그린시티
- 현대 뉴 슈퍼 에어로시티
- 현대 저상 뉴 슈퍼 에어로시티
- 현대 일렉시티
- 현대 뉴 프리미엄 유니버스 럭셔리
- 현대 뉴 프리미엄 유니버스 프라임

#### 하이거 버스
- 하이거 하이퍼스 EV
- 하이거 하이퍼스 HP

#### 비야디 자동차
- BYD eBus-11
- BYD eBus-12

## 같이 보기
- 화성운수

## 갤러리

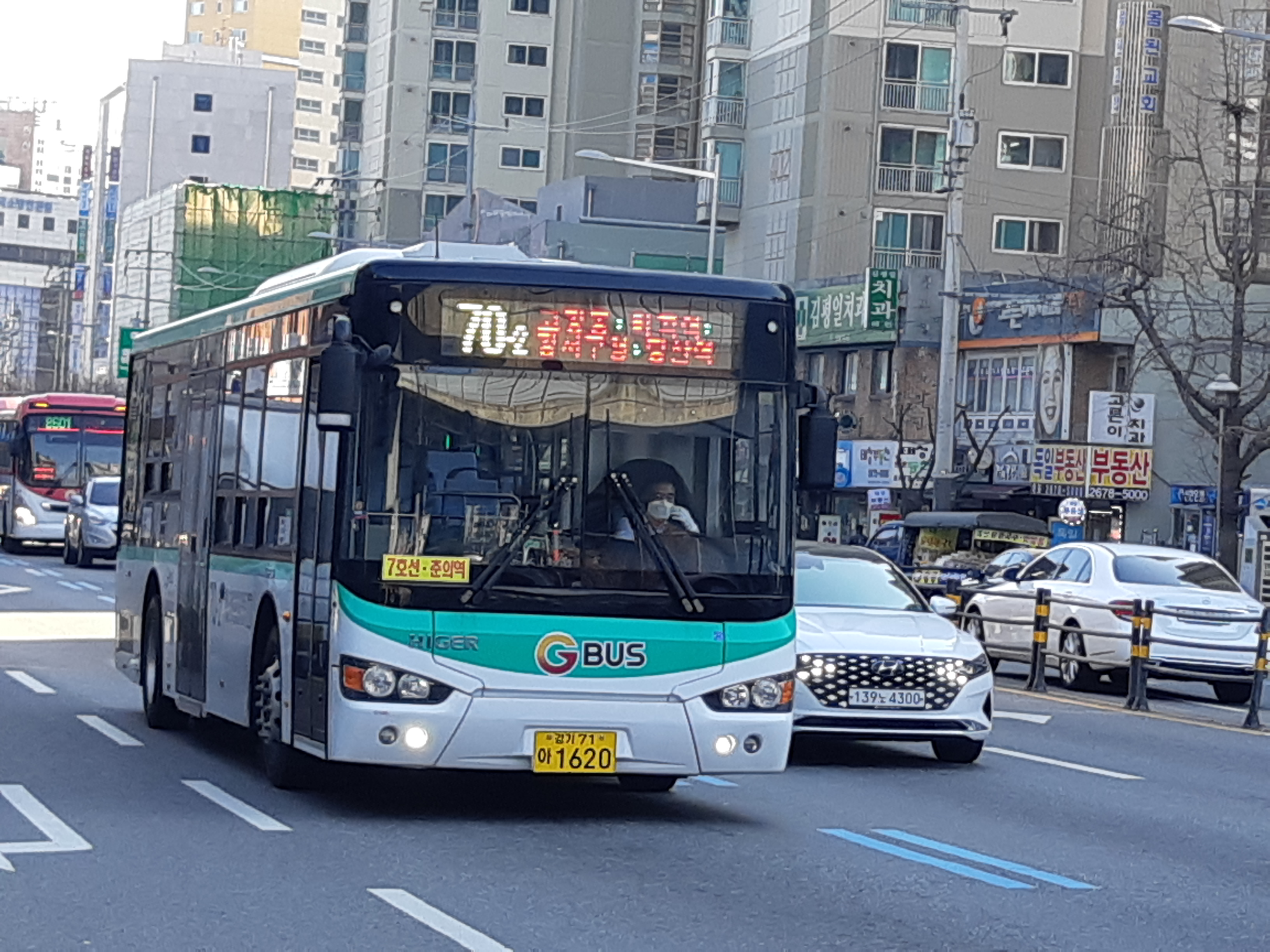
부천시내버스 70-2번
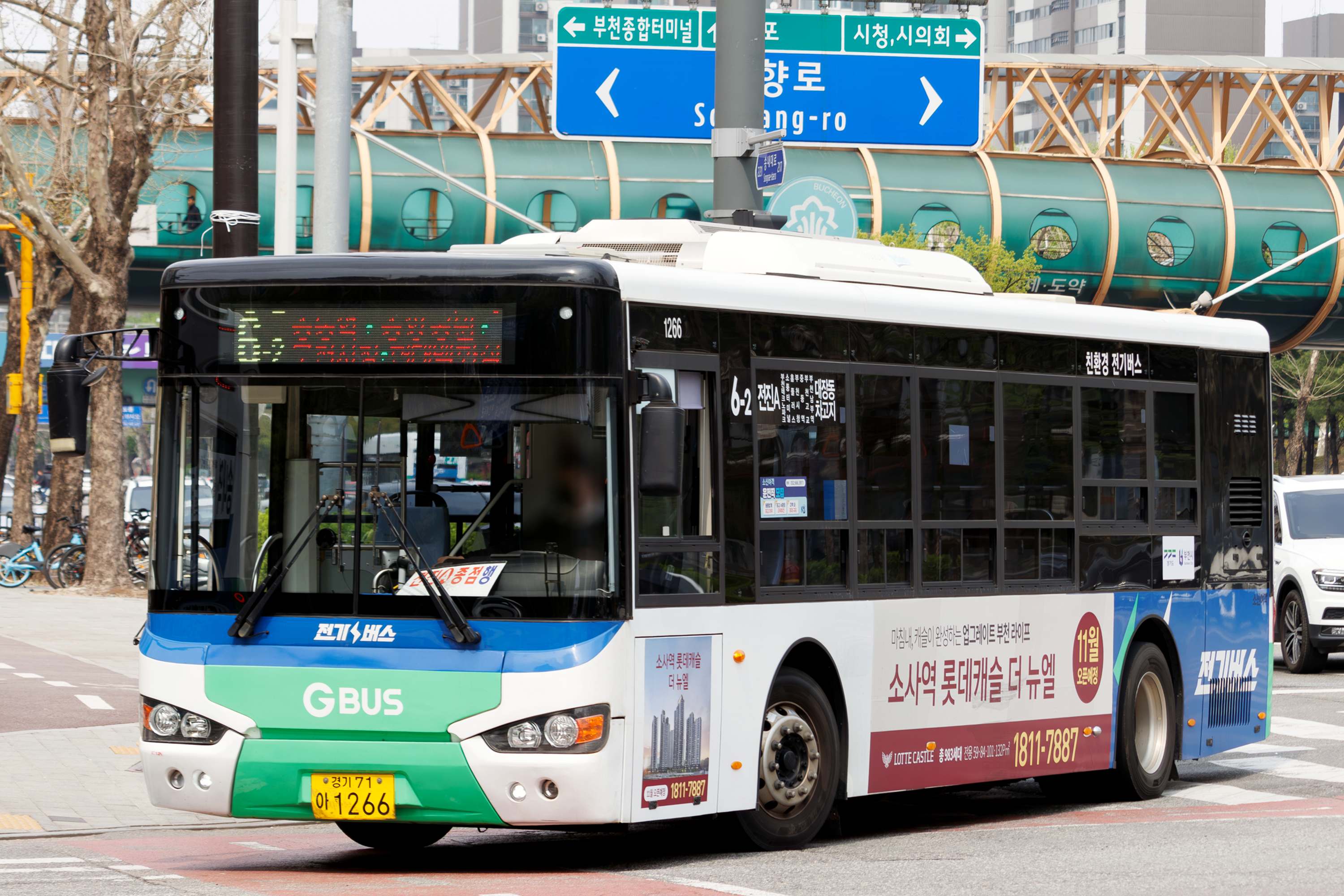
부천시내버스 6-2번
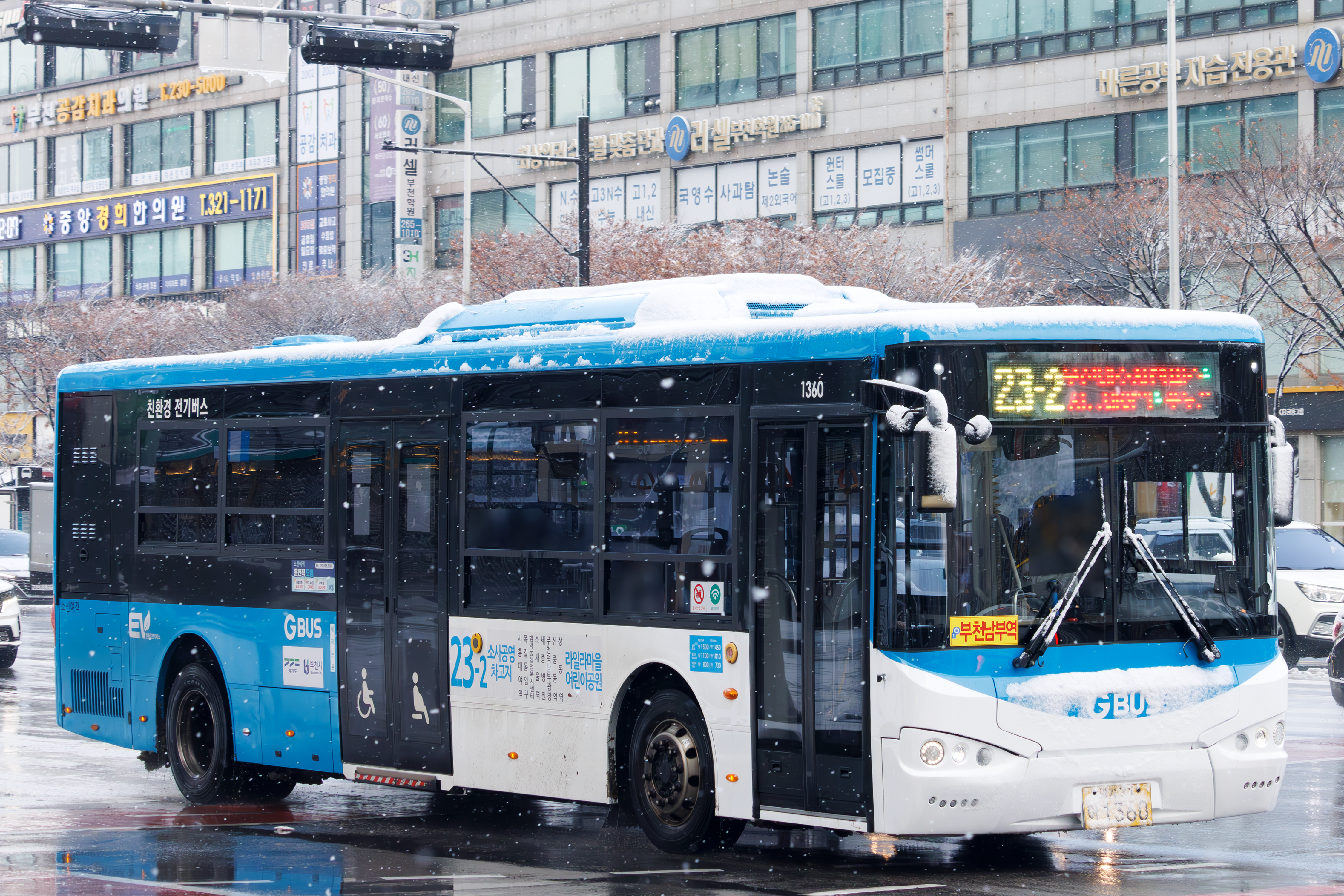
부천시내버스 23-2번
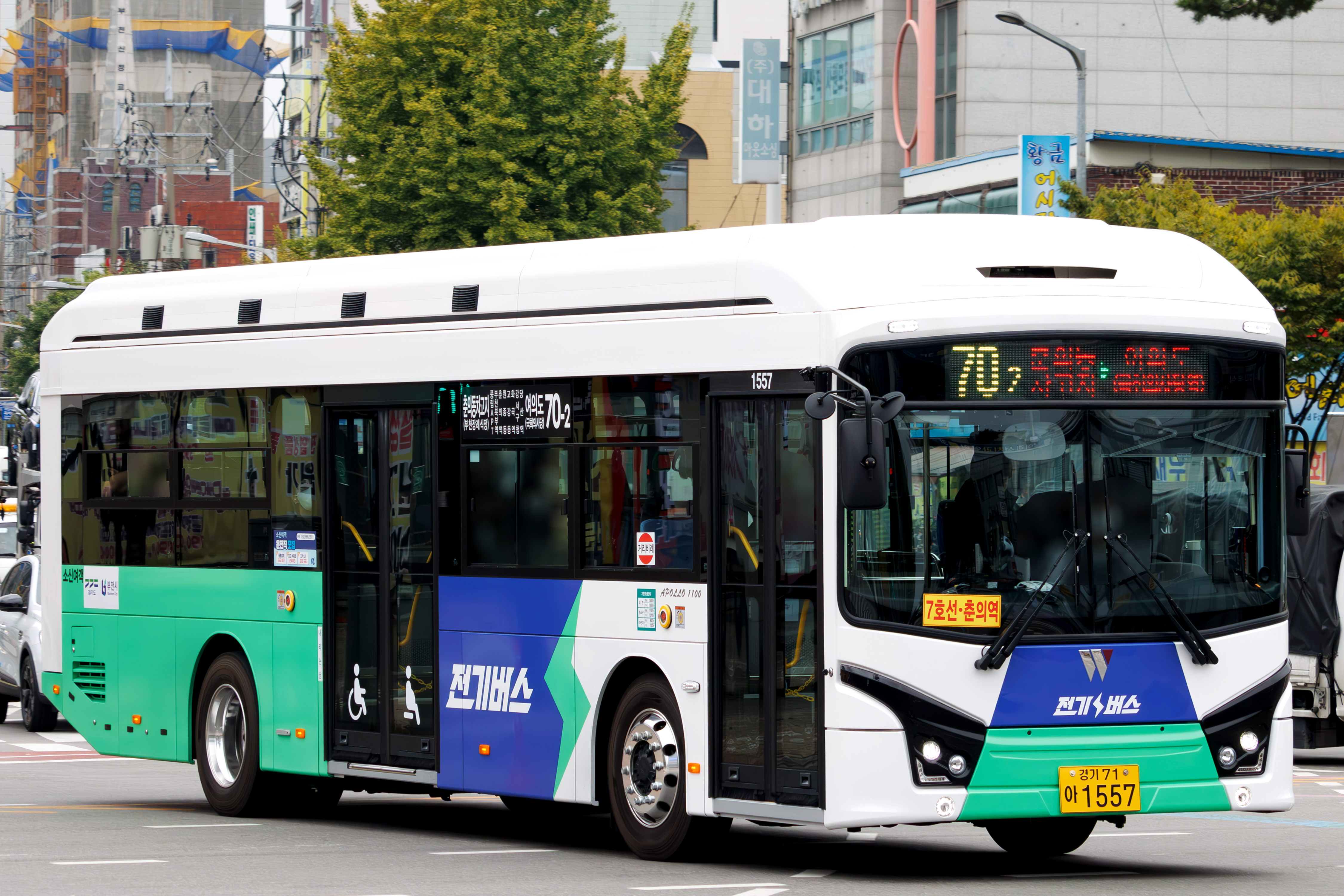
부천시내버스 70-2번
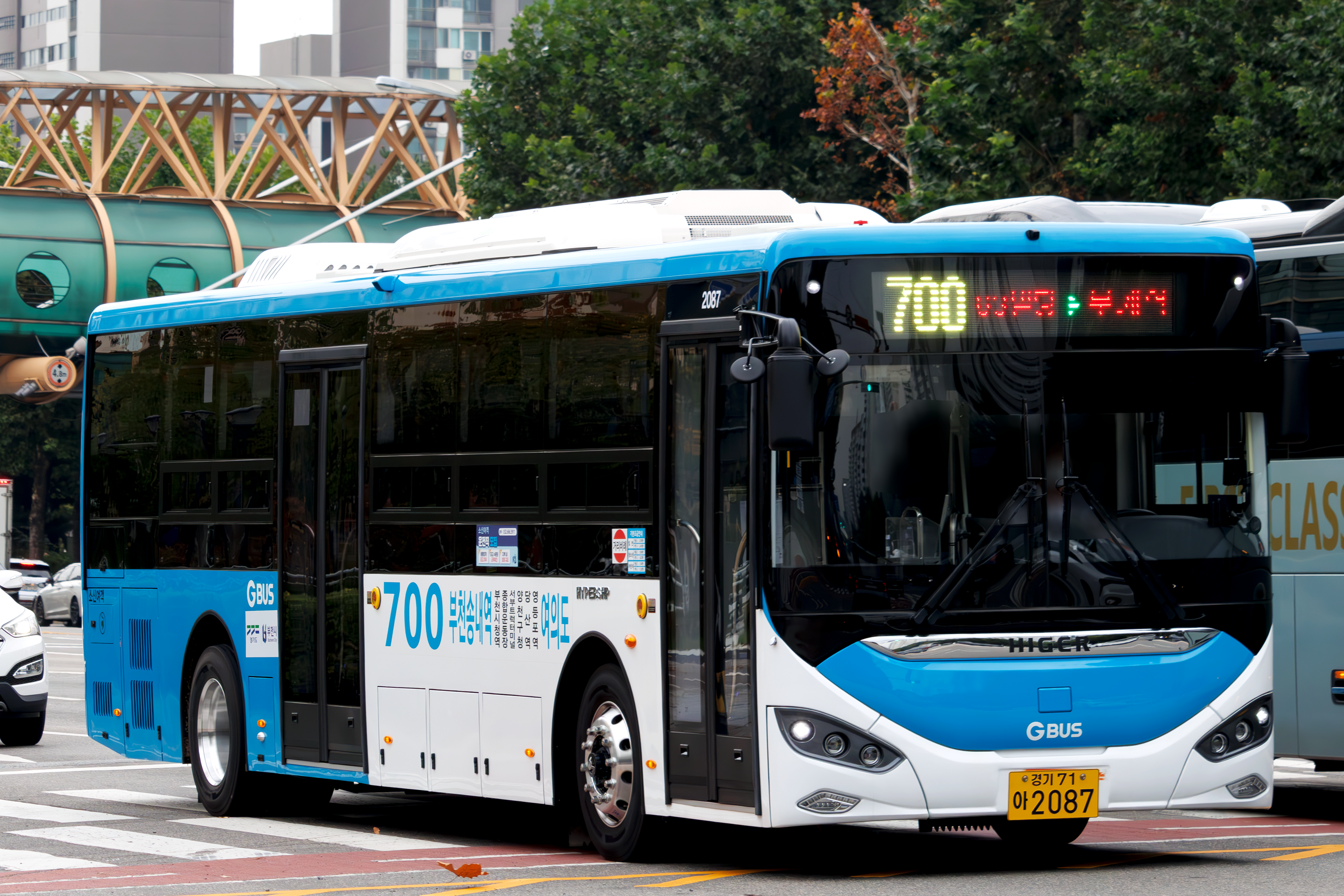
부천시 일반좌석버스 700번